# Mohamed Eissawy
Mohamed Hossam Ibrahimabdelfatah Eissawy, né le 4 mars 1996, est un nageur égyptien.

## Carrière
Aux Jeux africains de 2019 à Casablanca, Mohamed Eissawy est médaillé d'argent du relais 4 x 100 mètres quatre nages mixte ; il est également cinquième de la finale du 50 mètres dos et sixième de la finale du 100 mètres dos.
Il obtient aux Championnats d'Afrique de natation 2022 à Tunis la médaille d'argent sur 4 × 100 mètres 4 nages ainsi que la médaille de bronze sur 50 et 100 mètres brasse ainsi que sur 4 × 100 mètres quatre nages mixte.